# Ebergőc, Győr-Moson-Sopron
Ebergőc  este un sat în districtul Sopron, județul Győr-Moson-Sopron, Ungaria, având o populație de 152 de locuitori (2011). 

## Demografie
Componența etnică a satului Ebergőc
     Maghiari (94,34%)
     Germani (3,77%)
     Români (1,89%)
Componența confesională a satului Ebergőc
     Romano-catolici (73,03%)
     Fără religie (6,58%)
     Reformați (3,95%)
     Necunoscută (16,45%)
Conform recensământului din 2011, satul Ebergőc avea 152 de locuitori. Din punct de vedere etnic, majoritatea locuitorilor (94,34%) erau maghiari, existând și minorități de germani (3,77%) și români (1,89%).  Din punct de vedere confesional, majoritatea locuitorilor (73,03%) erau romano-catolici, existând și minorități de persoane fără religie (6,58%) și reformați (3,95%). Pentru 16,45% din locuitori nu este cunoscută apartenența confesională.